# Lipovce
Lipovce es un municipio del distrito de Prešov en la región de Prešov, Eslovaquia, con una población estimada a final del año 2024 de 517 habitantes.
Se encuentra ubicado en el centro-sur de la región, en el valle del río Torysa (cuenca hidrográfica del río Tisza) y cerca de la frontera con la región de Košice.

## Demografía
| Año        | 1994 | 2004    | 2014   | 2024    |
| ---------- | ---- | ------- | ------ | ------- |
| Población  | 506  | 500     | 521    | 517     |
| Diferencia |      | −1,18 % | +4,2 % | −0,76 % |

| Año        | 2023 | 2024    |
| ---------- | ---- | ------- |
| Población  | 511  | 517     |
| Diferencia |      | +1,17 % |